# Rio Mendez
O Rio Mendez é um curso de água do arquipélago de São Tomé e Príncipe, localizado no distrito de Caué, ilha de São Tomé. Este curso de água corre para Oeste até encontrar o mar entre a Praia Martins Mendez e a Ponta da Garça.